# Capacete Modèle 1951
O capacete Modèle 1951 foi um capacete militar usado pelas forças armadas francesas (Exército, Marinha, Aeronáutica e Gendarmaria), icônico da Guerra da Argélia. Ele substituiu uma variedade de capacetes usados durante a Segunda Guerra Mundial, incluindo o capacete Adrian, o capacete Modèle 1945 e o capacete M1 fornecido pelos americanos.

## Desenvolvimento
O Modèle 1951 foi desenhado para ter a mesma forma geral do capacete M1 americano, em um esforço de padronização dentro da OTAN. O novo capacete foi designado casque modèle 51 inter armes ("capacete modelo 51 interarmas"), conhecido como “TTA M1951 OTAN”, começou a ser produzido em 1951 e entrou em serviço no início da década de 1950 com as Forças Francesas na Alemanha e o Corpo Expedicionário Francês no Extremo Oriente (Corps expéditionnaire français en Extrême-Orient, CEFEO) na Indochina. O Modèle 51 foi produzido até 1976, substituído pelo capacete Modèle 1978, mas sendo retirado de serviço totalmente apenas no início dos anos 1990.
Para a aceitação do novo capacete foram apresentados alguns protótipos que foram progressivamente rejeitados. Um dos modelos de nota apresentado foi aquele do fabricante Franck, de Aubervilliers, o qual reproduzia quase exatamente o modelo norte-americano M1, mas não exigia o capacete de fibra ("liner"). Em muitos aspectos, era um derivado do M45 J.A. A guarnição foi fixada por meio das tiras em "T" características do modelo americano e os anéis quadrados para a jugular também foram mantidos. Foi descartado após constatação de suas deficientes características balísticas, além de sua excessiva semelhança com o M1.

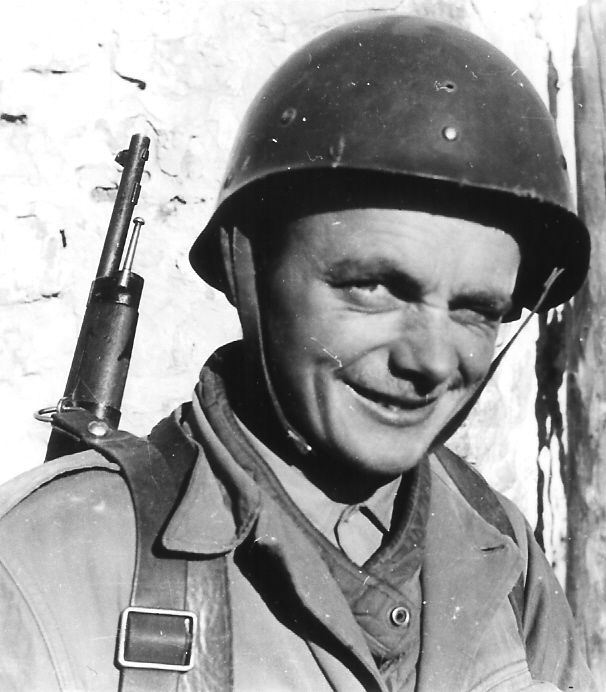
Um apellé de infantaria equipado com um mosquetão Lebel R35 e usando um capacete de fibra Modèle 1951 na Guerra da Argélia.

O capacete Modèle 1951 teve o seu batismo de fogo na Guerra da Indochina, ao lado dos capacetes americanos M1 e modelos franceses Adrian. Alguns foram adaptados ao padrão TAP (Troupes aeroportées) para os paraquedistas, seguindo o mesmo sistema do capacete M1C americano, mas em qualidade inferior. Devido às suas bordas excessivamente longas, prendia-se nos tirantes do pára-quedas, enfraquecendo a proteção do queixo (aquela do capacete de fibra, tipo EO, era ainda mais sensível). Uma pequena produção de capacetes TAP M51 originalmente fabricados para unidades paraquedistas também foi entregue. Cada unidade estaria equipada com uma rede de camuflagem (inicialmente de algodão e posteriormente de material sintético), que posteriormente foi substituída por outra de tecido plastificado, estampado, imitando folhas caídas.
Na Guerra da Argélia, o seu uso foi generalizado e tornou-se um símbolo do período. Devido à natureza da guerra contra-revolucionária, a sua utilização ocorria em missões de controle de popular e, nesses serviços rotineiros, era comum que se usasse apenas o capacete de fibra. Os M51 estacionados fora da metrópole eram identificados por uma âncora amarela ou branca (inicialmente a branca correspondia às unidades intendentes).

## Descrição

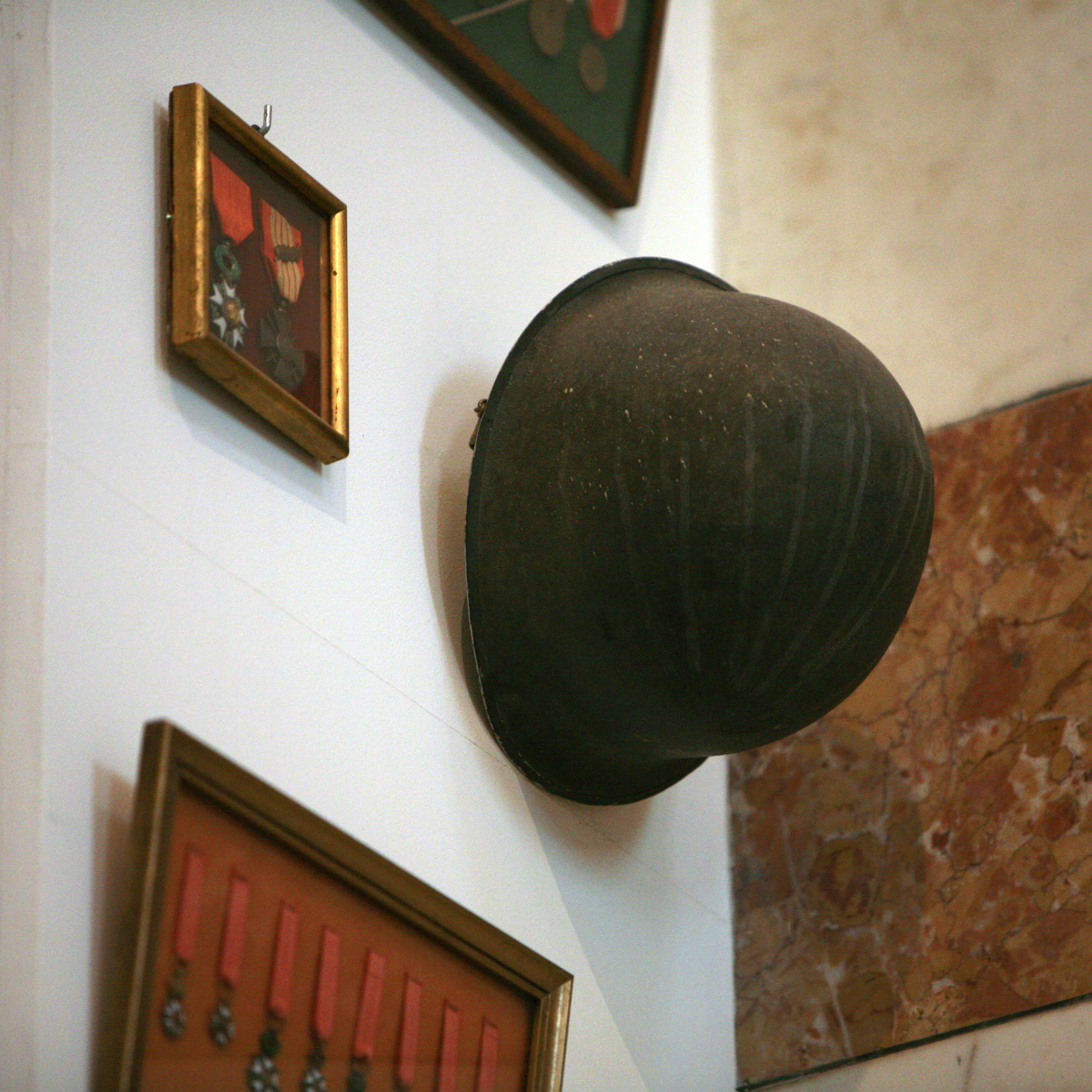
Capacete Modèle 1951 do Exército Francês em exibição como ex-voto na catedral de Notre-Dame de la Garde em Marselha. A parte de trás do capacete está levemente amassada, sugerindo que foi atingida por fragmentação (explosivo ou bala em final de trajetória).

O Modèle 1951 era composto por uma pesada cobertura externa, feita de 1,2mm de uma liga magnética de aço manganês especial, não magnético, com 1,2mm de espessura, e um capacete interno mais leve.
O M51 é bastante fácil de amassar, mas difícil de partir (como todos os capacetes franceses). Apesar da aparência do capacete ter sido inspirada no americano M1, há uma diferença notável entre eles devido às suas grandes dimensões na largura, além disso, a viseira do Modèle 1951 é mais curta, e a aba traseira que cobre o pescoço é mais longa. A parte traseira do modelo francês é mais baixa e a parte frontal sobe para formar a viseira.

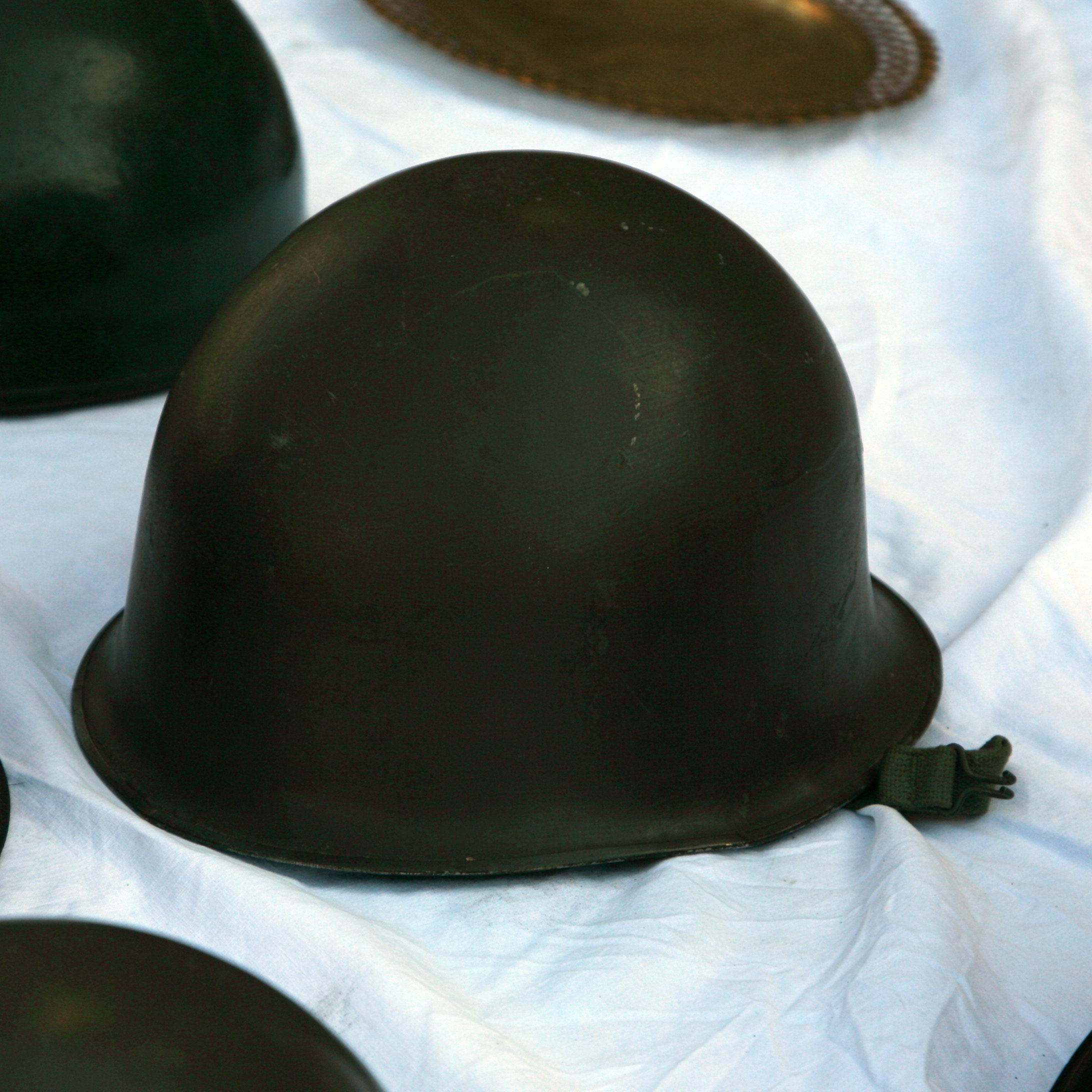
Visão lateral do Modèle 1951.

A influência do capacete M1 sobre o Modèle 1951 começa com a concepção de um capacete composto por duas peças, um corpo de metal e um corpo de plástico como um capacete de fibra. É afiado com um talão de aço inoxidável, eletricamente soldado na parte traseira do capacete. O capacete M51 não evoluiu ao longo de sua produção, exceto por variações de argolas e suportes para fixação da jugular ou pintura. Os primeiros lotes entregues em 1951 e 1952 apresentavam anéis de jugulares fixas e soldadas, no estilo dos primeiros M1 norte-americanos. Esses tipos de capacetes, considerados "Tipo 1", foram fabricados pelas empresas "A-G", de Paris, e "FRANK", de Aubervilliers. As tiras de queixo eram presas com rebites estrelados abertos. Com o surgimento de novos fabricantes, os capacetes (alguns já do Tipo 2) são entregues com anéis basculantes em suportes como os do capacete norte-americano; estes fabricados pela Franck, Cie Labbe Fr e a série M.am. ou, A.G.

Os primeiros anéis (capacetes Tipo 1, 1951-52) foram soldados e eram semelhantes aos daquele sistema nos capacetes norte-americanos M1 de 1941. Será nos capacetes Tipo 3 (1963/76) que eles retornarão aos anéis soldados, por questões de eficiência e, também, por economia e para facilitar a produção. As mesmas soluções para os anéis basculantes apresentavam algumas peculiaridades dependendo do fabricante. O tipo de rebite é mantido mas já em 1952 são substituídos por uma costura forte.

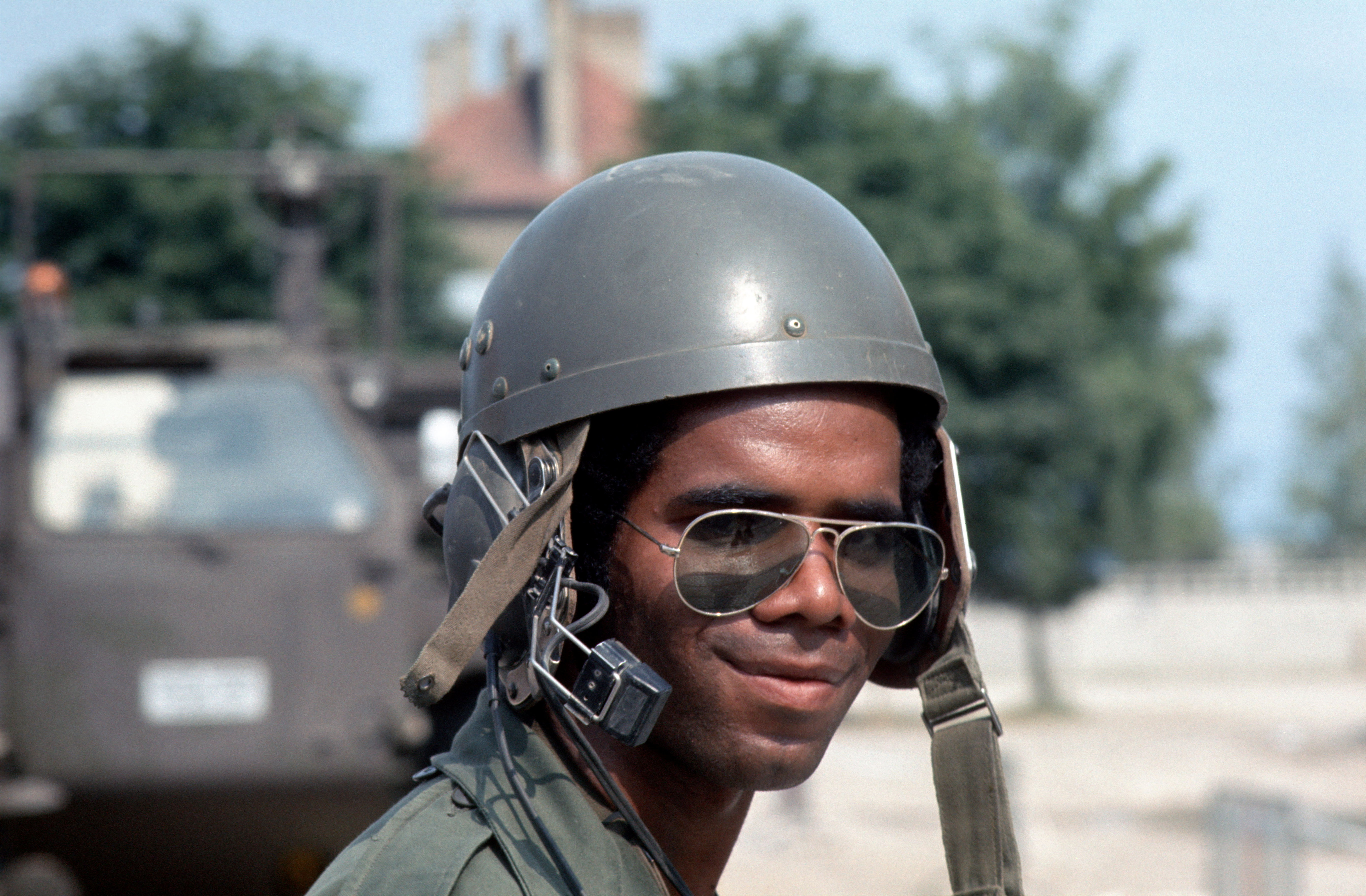
Um soldado francês com um capacete de fibra Mle 1951 para tropas blindadas (também conhecido como Modèle 1965), 1976.

O Modèle 1951 é fabricado em apenas um tamanho, tanto o capacete de aço quanto o capacete de fibra. Os capacetes M51 TAP foram baseados nos capacetes M1C, com inserções laterais em "V" com fivelas para proteção de queixo desdobrada. Sob a abóbada existe um carimbo que normalmente inclui o fabricante e a data. Quando os capacetes são recuperados e reajustados, após a sua repintura, é carimbado um carimbo vermelho redondo, indicando o ano de recondicionamento. Após tratamento químico de decapagem, era pintado, para o Exército, na cor verde-cáqui (cores que variam conforme o fabricante), de liso a rugoso, em cinza para a Marinha e em azul-escuro para a Força Aérea. Os capacetes eram depois cobertos com revestimento antirreflexo. A jugular de tecido sintético verde (ou verde claro ou verde caqui na EPC Paris e Franck) também inclui o primeiro enganche rápido do M1, sem o elemento anti-estrangulamento. A fábrica LU Messei geralmente fornecia as jugulares costuradas com costuras quadradas reforçadas, mas as demais fabricantes fixavam a jugular às argolas por meio de rebites.

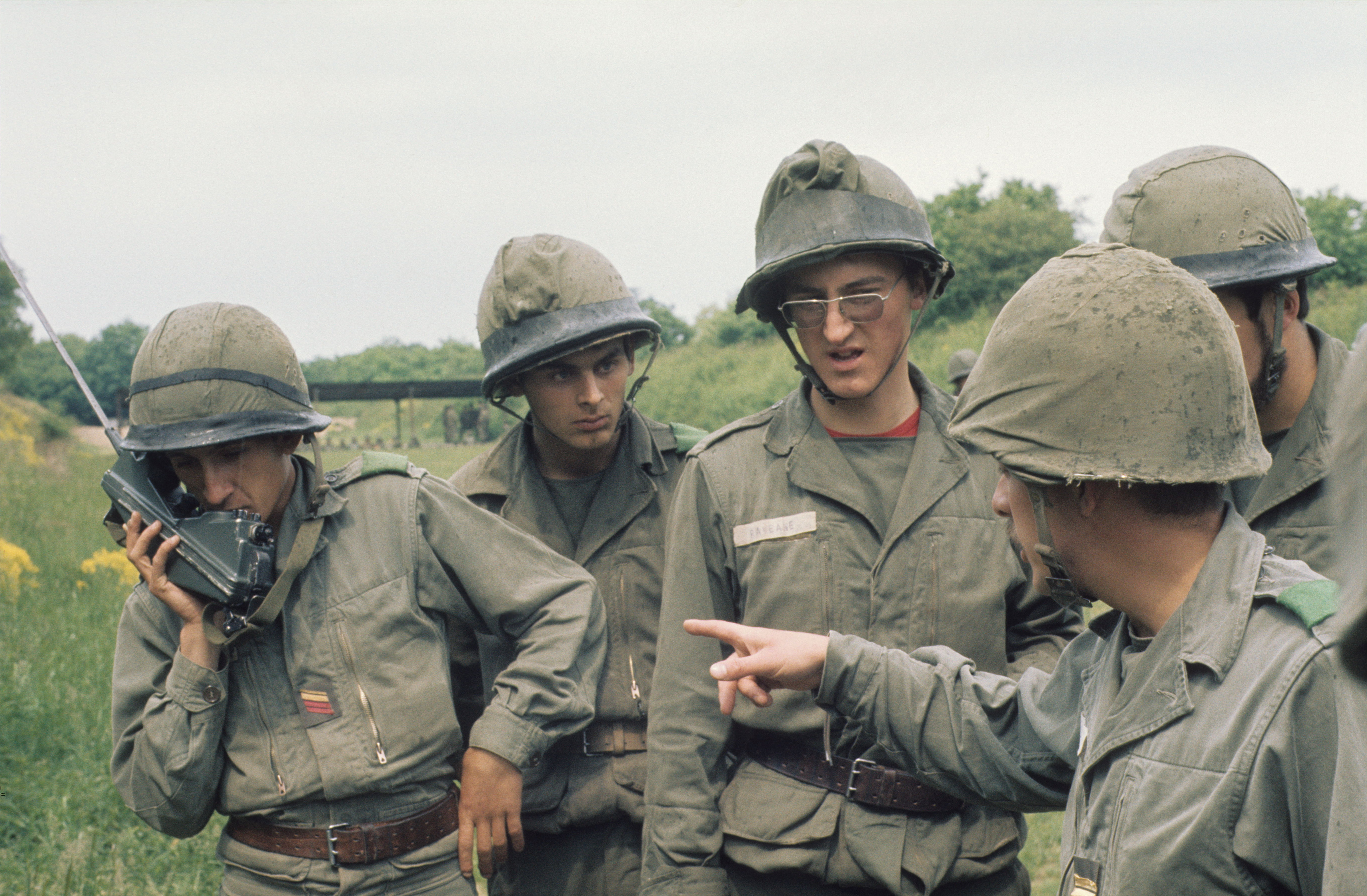
Soldados franceses em treinamento usando capacetes Modèle 1951, 1976.

Os capacetes M51 destinados à Gendarmaria, principalmente para fins territoriais, foram entregues com a sua inconfundível cor azul-escuro, sendo o capacete característico do Corpo. O capacete incorporava o emblema na frente em prata para a Gendarmaria departamental e em ouro para as Gendarmarias Móvel e Marítima.
O capacete de fibra era fabricado com vários procedimentos e materiais à base de vários tecidos (algodão, fibra de vidro, etc.) impregnados com resina termoendurecível, moldados a alta ou baixa pressão, em algodão endurecido com baquelite, embutidos em plástico ou fundidos por injeção de um material termoplástico, com três tipos básicos identificáveis. O capacete de fibra mantém o orifício de ventilação frontal presente nos primeiros modelos M1 americano. A cor é adicionada ao material no processo e reforçada com uma camada de tinta após a conclusão. O forro, com o capacete de fibra, reproduz aquele do tipo M1 Riddell, com três faixas de tecido em forma de "V" para o laço de ajuste. A sua jugular estreita em couro marrom é idêntica à do modelo americano. O peso do capacete de fibra é de 350g, com a existência de pelo menos três tipos que podem ser classificados como 1º, 2º e 3º para exame.

## Usuários
- Soldados do Exército Real Marroquino usando capacetes Modèle 1951 durante a revista do rei Fahd da Arábia Saudita na Guerra do Golfo, 8 de março de 1991. França - Forças Armadas Francesas, Gendarmaria Nacional

Soldados do Exército Real Marroquino usando capacetes Modèle 1951 durante a revista do rei Fahd da Arábia Saudita na Guerra do Golfo, 8 de março de 1991.

- Burquina Fasso - Forças Armadas de Burquina Fasso
- Camboja - Forças Armas Nacionais Khmer Forces
- Camarões - Forças Armadas do Camarões
- Reino do Laos - Forças Armadas Reais do Laos, Polícia Real do Laos
- Índia - Forças Armadas da Índia, Serviço de Polícia da Índia
- Israel - Forças de Defesa de Israel
- Costa do Marfim - Forças Armadas da República da Costa do Marfim, Gendarmaria Nacional
- Quênia - Forças de Defesa do Quênia, Polícia do Quênia
- Líbano - Forças Armadas do Líbano, Forças de Segurança Interna
- Marrocos - Forças Armadas Reais do Marrocos, Gendarmaria Real do Marrocos
- Paquistão - Forças Armadas do Paquistão e forças paramilitares
- Portugal - Exército Português, Guarda Nacional Republicana de Portugal
- Rodésia - Exército Rodesiano, Polícia Britânica Sul-Africana
- Senegal - Forças Armadas do Senegal, Gendarmaria Nacional
- Vietnã do Sul - Exército Nacional Vietnamita, Forças Armadas da República do Vietnã
- África do Sul - Força de Defesa da África do Sul, Polícia da África do Sul
- Tunísia - Forças Armadas da Tunísia, Guarda Nacional da Tunísia

### Usuários não-estatais

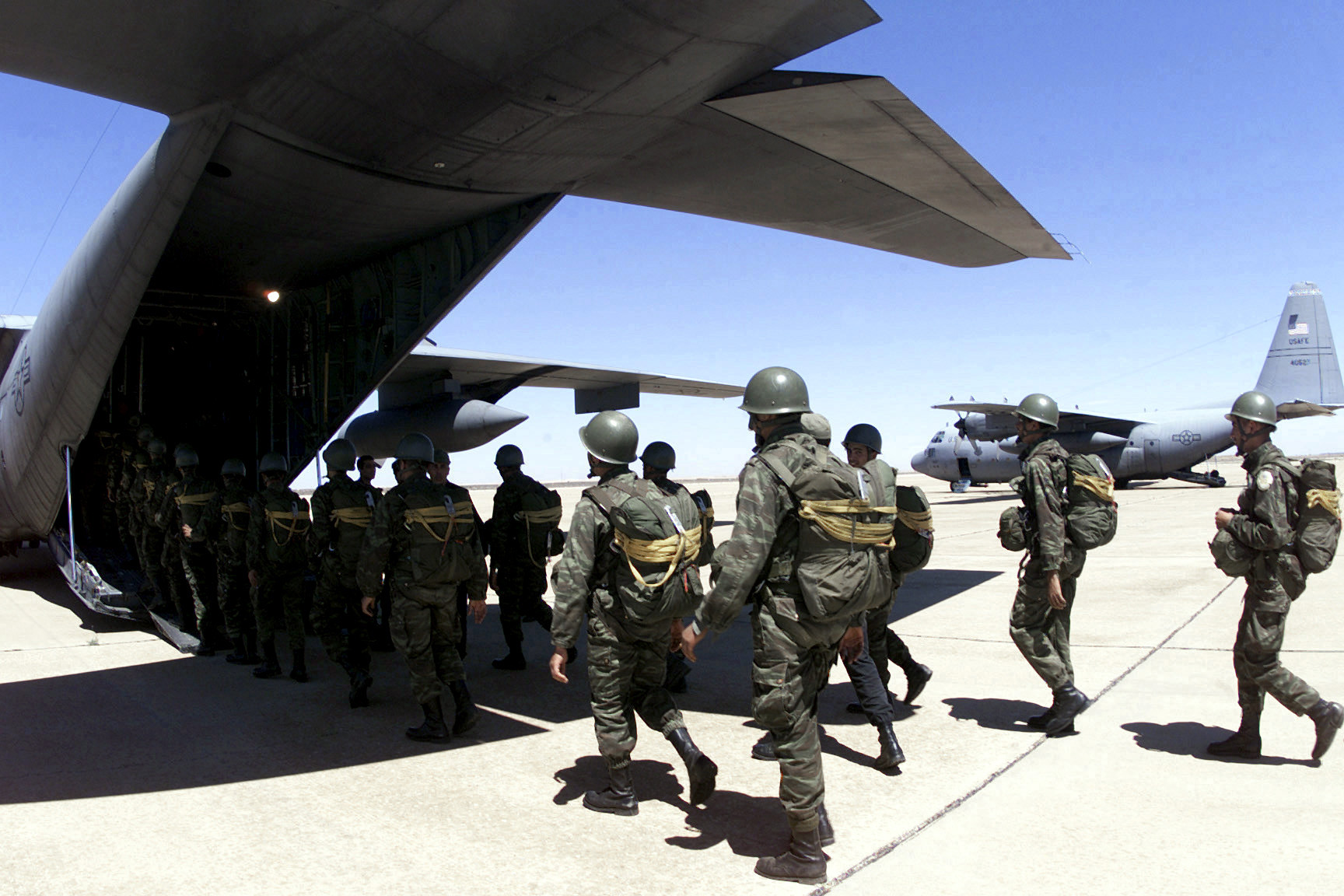
Paraquedistas marroquinos usando capacetes Modèle 1951. durante a Operação Blue Sands, 2000.

- Paraquedistas marroquinos usando capacetes Modèle 1951. durante a Operação Blue Sands, 2000. Al-Mourabitoun - Capturados dos estoques das Forças Armadas Libanesas.
- Exército do Líbano Livre - Capturados dos estoques das Forças Armadas Libanesas.
- Hezbollah - Capturados dos estoques das Forças Armadas Libanesas.
- Exército Árabe Libanês - Capturados dos estoques das Forças Armadas Libanesas.
- Forças Libanesas - Capturados dos estoques das Forças Armadas Libanesas ou fornecidos por Israel.
- Exército Popular de Libertação - Capturados dos estoques das Forças Armadas Libanesas.
- Exército do Sul do Líbano - Capturados dos estoques das Forças Armadas Libanesas ou fornecidos por Israel.
- Milícia Tigres - Capturados dos estoques das Forças Armadas Libanesas.
- UNITA/FALA - Capturados dos estoques do Exército Português ou fornecidos pela África do Sul.
- Organização de Libertação da Palestina - Capturados dos estoques das Forças Armadas Libanesas.
- Frente Polisário - Capturados do Exército Real Marroquino ou fornecidos pela Argélia.